# Julize Garcia
Julize Garcia é uma jornalista paraense, bacharel em Comunicação Social pela Universidade Federal do Pará. 
Exerce as funções de repórter e apresentadora do SBT Pará Notícias, informativo vespertino, que vai ao ar em Belém, em duas edições diárias, de segunda à sexta; e do Jornal SBT Pará, telejornal apresentado na mesma cidade, diariamente às 12h45, de segunda à sexta. Ambos são produtos da TV SBT, canal 5, de Belém.
Julize Garcia, ao lado das jornalistas paraenses Kátia Silva e Angela Gonzalez, formou a equipe do primeiro portal de notícias em tempo real da região amazônica, o Portal Amazônia, da extinta Amazon Corporation, sediada na capital do Pará. O Portal Amazônia foi responsável pela cobertura jornalística na internet de toda a Amazônia brasileira, entre os anos de 2000 e 2004.
Entre 1996 e 2000, Julize Garcia fez parte das equipes jornalísticas da TV Cultura do Pará, canal 2, e da Rádio Cultura do Pará.